# Muntžak
Muntžak (Muntiacus) je rod asijských jelenovitých savců. Jde o nejstaršího známého jelena, je známý už z miocénu, z doby před 15-35 miliony lety. Současné druhy obývají jihovýchodní Asii od Indie a Srí Lanky po jižní Čínu, Tchaj-wan a indonéské ostrovy. Muntžak malý (Muntiacus reevesi) byl v 19. století introdukován do Anglie. Protože žijí v tropech, nemají muntžaci sezónní říji a pářit se mohou během celého roku. Samci mají krátké parohy, které mohou dorůstat, přesto k vzájemnému boji o teritoria používají spíše špičáky.
Muntžaci jsou zvířata, která v poslední době vzbuzují velký zájem, převážně díky objevům nových druhů: od roku 1994 byly objeveny tři až čtyři nové druhy.

## Druhy
- muntžak sundský (Muntiacus muntjak)
- muntžak indický (Muntiacus vaginalis)
- muntžak malý (Muntiacus reevesi)
- muntžak tmavý (Muntiacus crinifrons)
- muntžak hnědý (Muntiacus feae)
- muntžak Rooseveltův (Muntiacus rooseveltorum) – objeven v roce 1929, popsán roku 1932, znovuobjeven v roce 1994
- muntžak žlutý (Muntiacus atherodes) – popsán v roce 1982; někdy považován jen za poddruh muntžaka červeného
- muntžak gongšanský (Muntiacus gongshanensis) – popsán v roce 1990; občas není uznáván za samostatný druh
- muntžak obrovský (Muntiacus vuquangensis) – objeven v roce 1994, původně popsán jako zvláštní rod Megamuntiacus
- muntžak černý (Muntiacus truongsonensis) – objeven v roce 1997
- muntžak listový (Muntiacus putaoensis) – objeven v roce 1998, popsán o rok později[1]
- †Muntiacus anocerus
- †Muntiacus trigonocerus